# Puer mingens

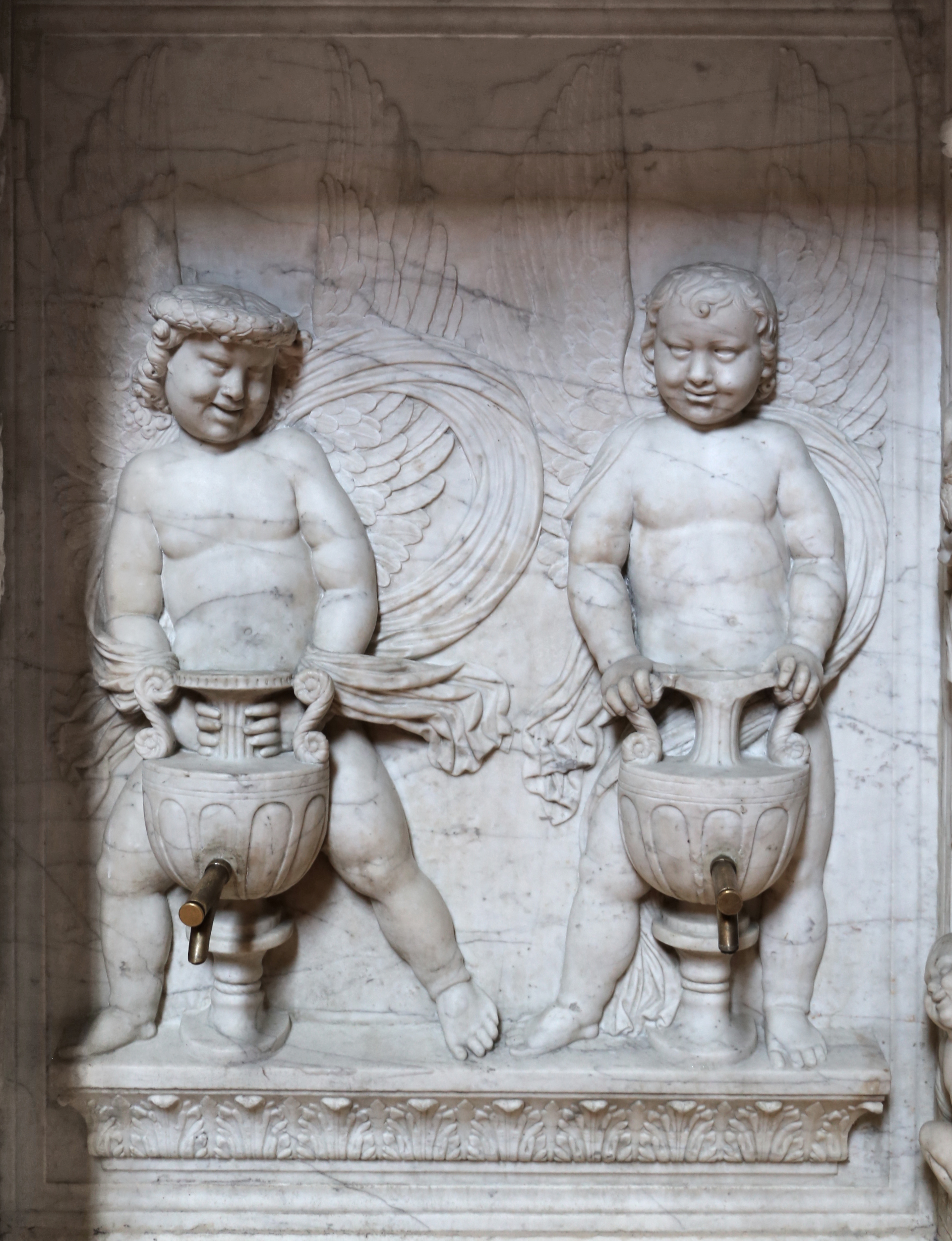
Dos pueri mingentes en el lavabo de la sacristía de la Catedral de Florencia

Un puer mingēns (del latín: [ˈpʊ.ɛr ˈmɪŋ.ɡeːns] ; plural puerī mingentēs [ˈpʊ.ɛr.iː mɪŋ.ˈɡɛn.teːs]) es una figura en las obras de arte que se representa como un niño preadolescente en el acto de orinar, real o simuladamente. Los puer mingentes pueden representar varias cosas, desde el capricho y la inocencia de los niños  hasta símbolos eróticos de virilidad y bravatas masculinas.

## Etimología y juegos de palabras.

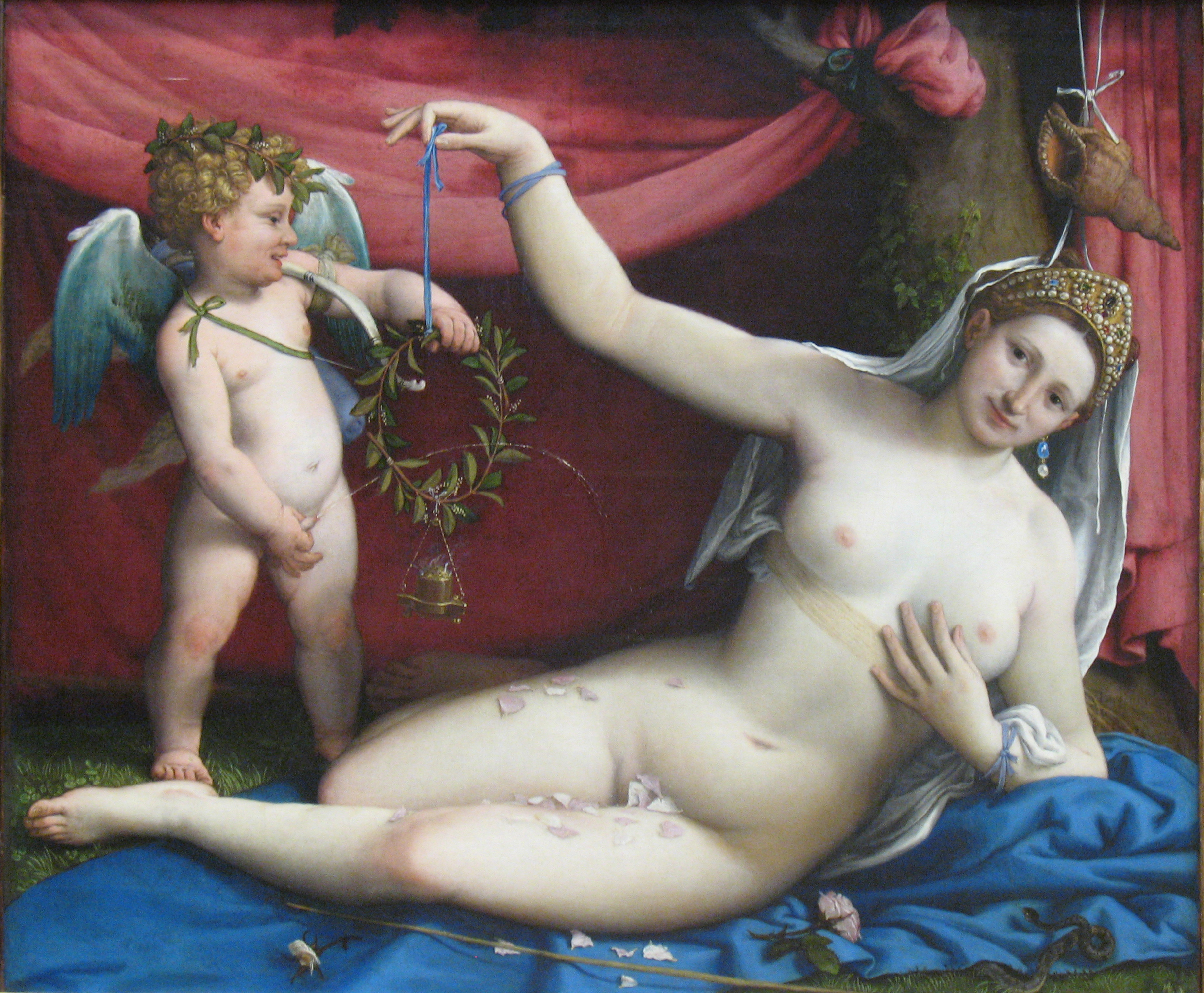
Venus y Cupido, de Lorenzo Lotto, 1530, Museo Metropolitano de Arte

El término puer mingens proviene del latín puer, que significa «niño», y del latín mingens, el participio presente del verbo mingere, que significa «orinar».
En latín, verbos para referirse a orinar, como mingere, se empleaban frecuentemente en el sentido de «eyacular». Tal connotación se ha conservado en varios descendientes del latín, entre ellos el italiano con palabras como pisciare. Por tal razón, la orina que sale del pene del puer mingens puede interpretarse simbólicamente como semen, y no es sorpredente, en consecuencia, que pueri mingentes se encuentren frecuentemente en obras que auguran fertilidad y fecundidad. El Venus y Cupido de Lorenzo Lotto es un ejemplo de ello.
En varios idiomas, tales como el italiano, el francés o el inglés, «hacer agua» es un eufemismo para orinar. En alusión a esto, se pueden encontrar representaciones de puer mingens «haciendo agua» en obras como La bacanal de los niños de Miguel Ángel, o en lavabos de iglesias cuyos tubos de desagüe se colocan en las ingles de estatuas de niños desnudos (dando así la ilusión de que su orina se ha transformado en agua). Con frecuencia, pueri mingentes eran incorporados como estatuas en pleno funcionamiento cuyas tuberías arrojaban chorros de agua de los penes de las estatuas. Uno de los ejemplos más famosos de esto es el Manneken Pis en Bruselas.

## Reavivamientos renacentistas depuer mingens

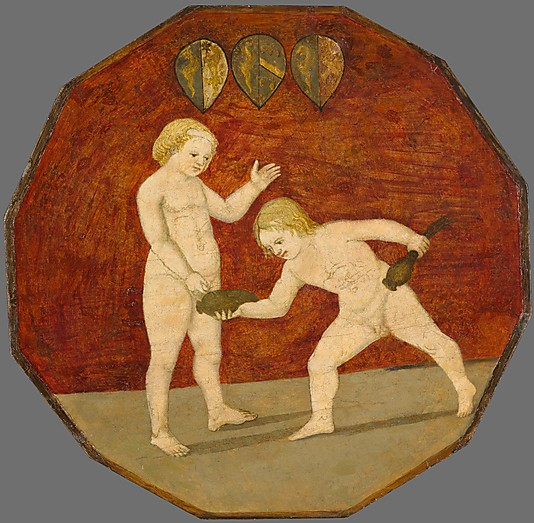
Puer mingens con vainas de amapola, en un desco da parto, de Apollonio di Giovanni, década de 1450, colección Kress

Los pueri mingentes son un motivo clásico que se encuentra ocasionalmente en la antigüedad. Ejemplos romanos antiguos de pueri mingentes aparecen principalmente en sarcófagos de niños.
El puer mingens revivió durante el Renacimiento. Donatello, que allanó el camino para una reinvención del motivo más amplio de los putti en la escultura, incluyó uno de los primeros ejemplos renacentistas de un puer mingens en la base de su estatua de Judith y Holofernes. Desde su reavivamiento en la Florencia del siglo XV, el motivo artístico de niños orinando se extendió por el resto de Europa, alcanzando su máxima popularidad durante el Renacimiento tardío, en los siglos XVI y XVII, antes de perder popularidad gradualmente.

## Ubicaciones de pueri mingentes

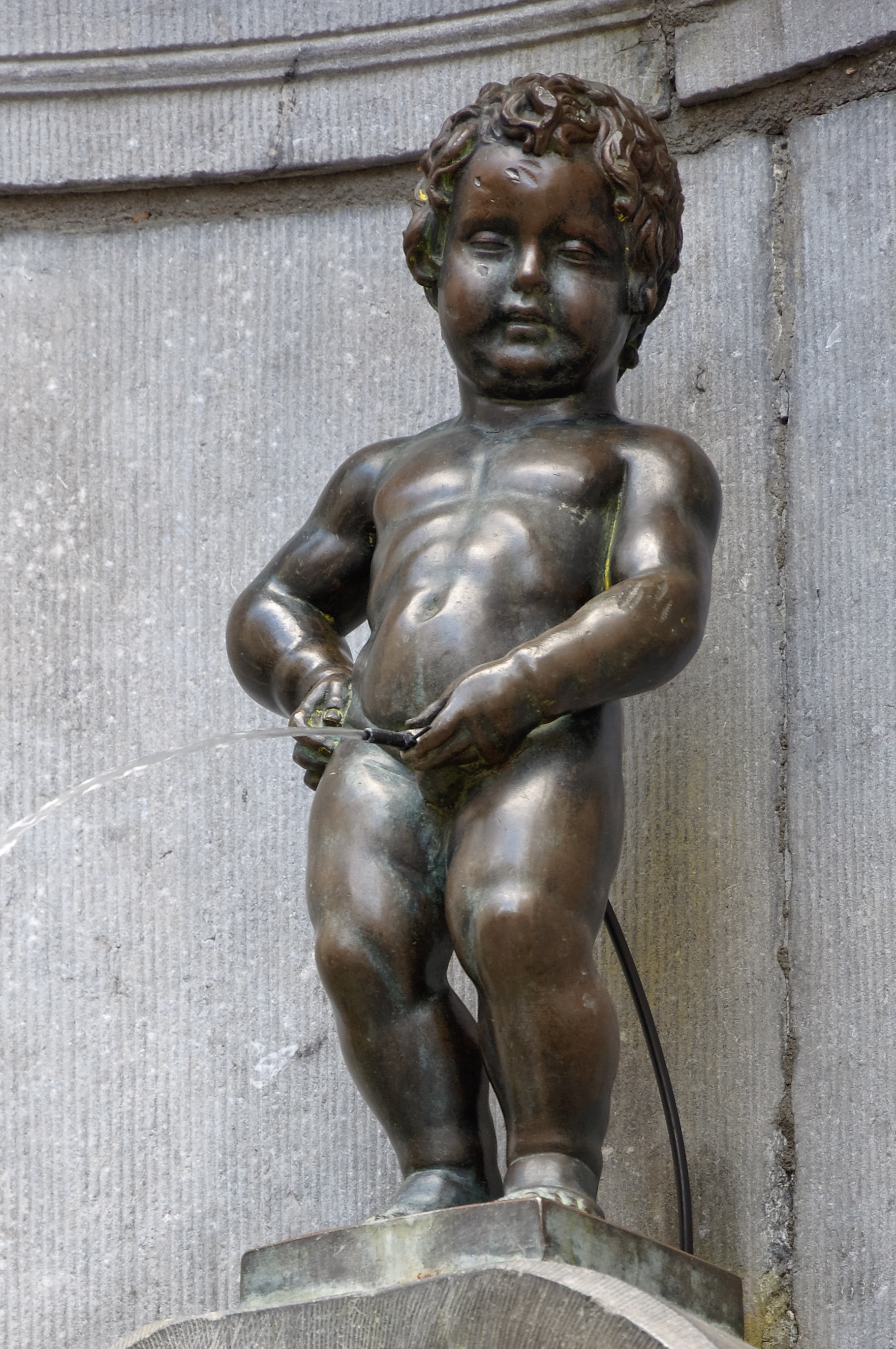
Manneken Pis, un famoso ejemplo de un puer mingens que funciona como una fuente, Bruselas

En tiempos romanos, el puer mingens se encontraba generalmente en representaciones de ritos báquicos en sarcófagos de niños. A partir del Renacimiento, los puer mingens se pueden encontrar tanto en el arte secular como en el religioso y en una variedad de medios, desde manuscritos iluminados, fuentes funcionales y frescos hasta amuletos apotropaicos.
Debido a las asociaciones antes mencionadas con la fertilidad, los pueri mingentes aparecen en deschi da parto: bandejas que se daban a las mujeres embarazadas y a las que han dado a luz recientemente para anunciar y celebrar el parto saludable de descendientes masculinos. Pinturas destinadas a ser regalos de boda, como el Venus y Cupido de Lotto, también pueden incluir niños orinando.
El puer mingens se incorporó de manera prominente en fuentes que disparaban agua de los penes de estatuas. Aunque este motivo artístico es de origen romano, existen solo escasos testimonios de fuentes en funcionamiento que incluyeran pueri mingentes en la época romana; con todo, los romanos tenían estatuas funcionales que representaban al Príapo adulto orinando, lo que puede haber inspirado el desarrollo renacentista de estatuas de niños orinando. Además de los espacios públicos, como la ubicación del Manneken Pis en el centro de Bruselas, fuentes funcionales también adornaron muchos jardines privados de los siglos XVI y XVII en toda Europa.

## Galería

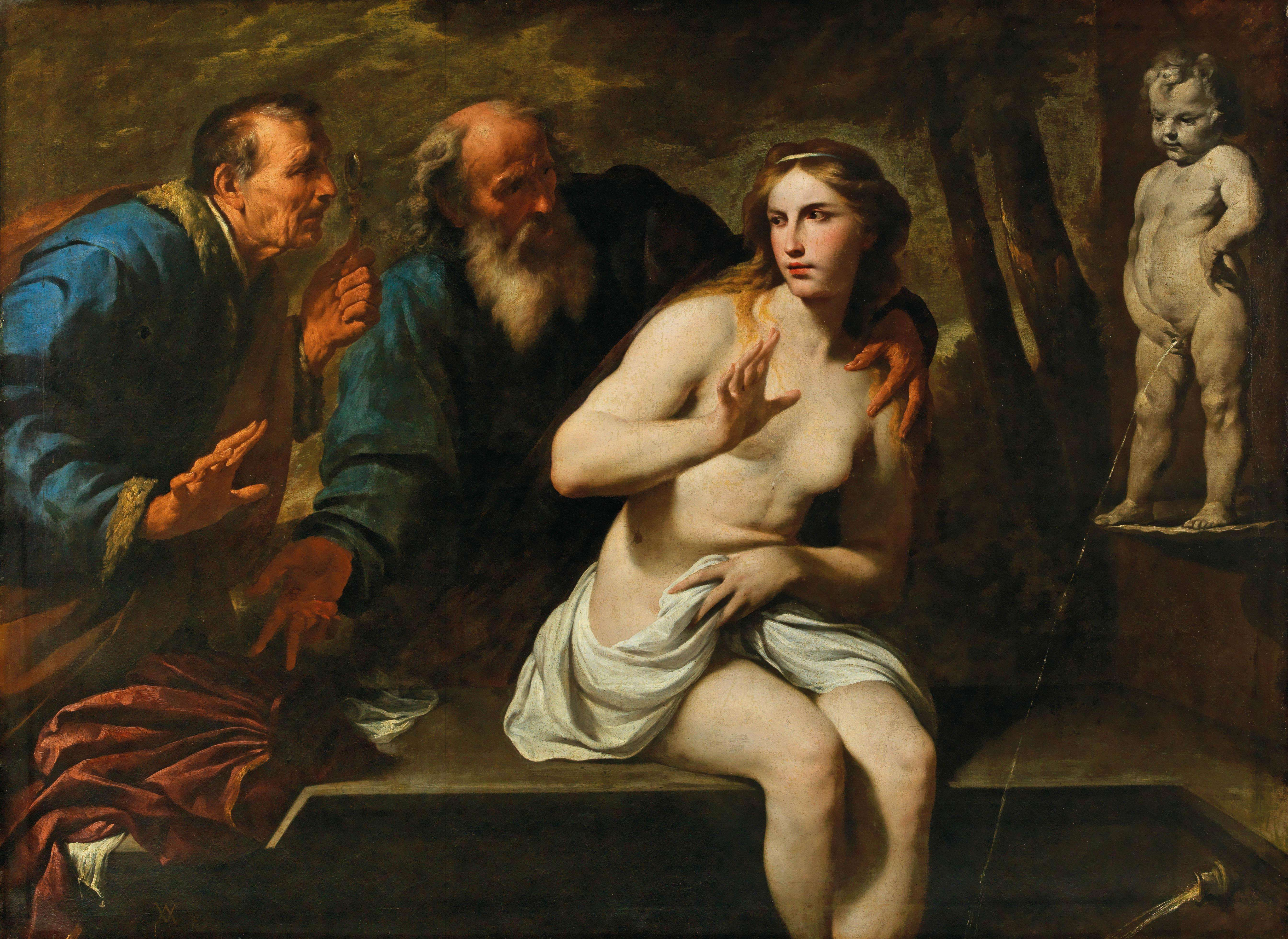
Estatua de un puer mingens en Susana y los Ancianos de Andrea Vaccaro, década de 1650
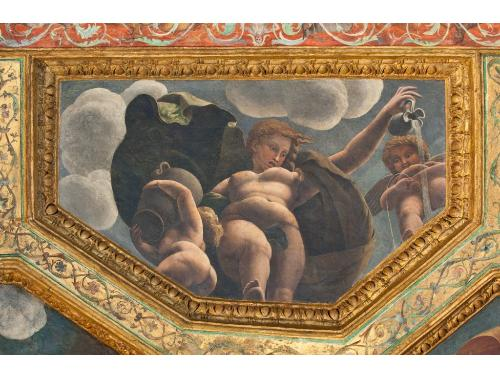
Un puer mingens junto a una ninfa vertiendo agua, 1526-1528, Palacio del Té, Mantua
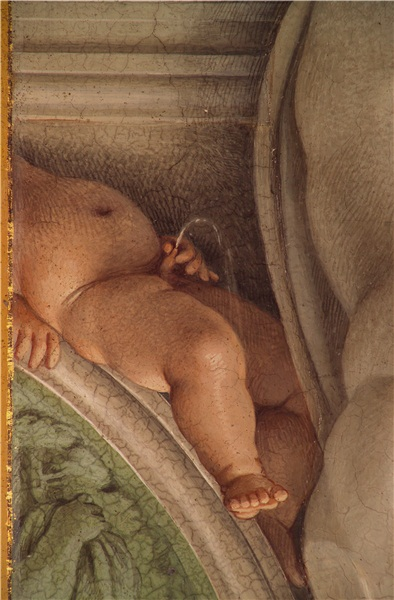
Una vista de cerca de un puer mingens de Annibale Carracci, 1600, Palazzo Farnese, Roma
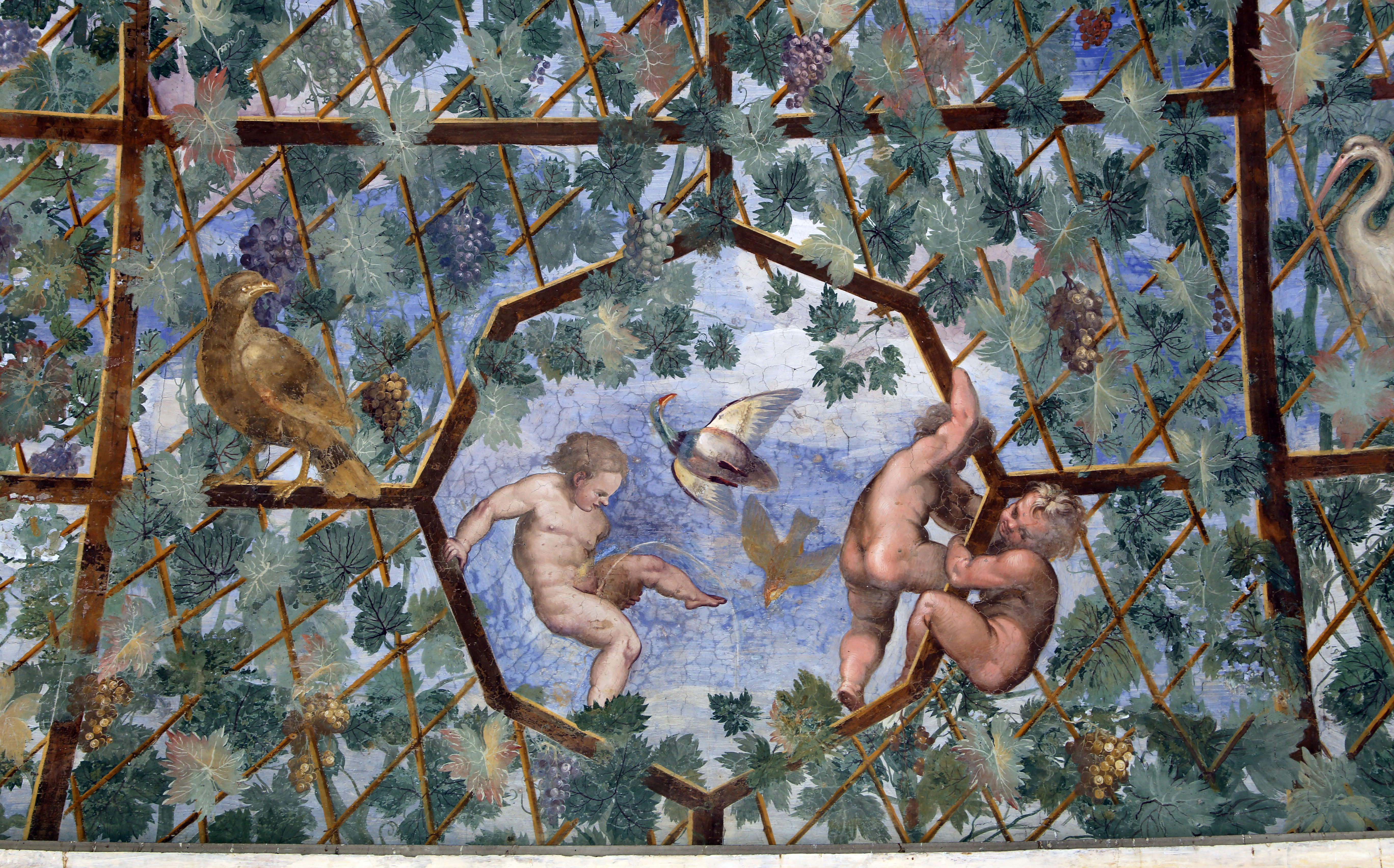
Un puer mingens en el techo de la Villa Julia, Roma
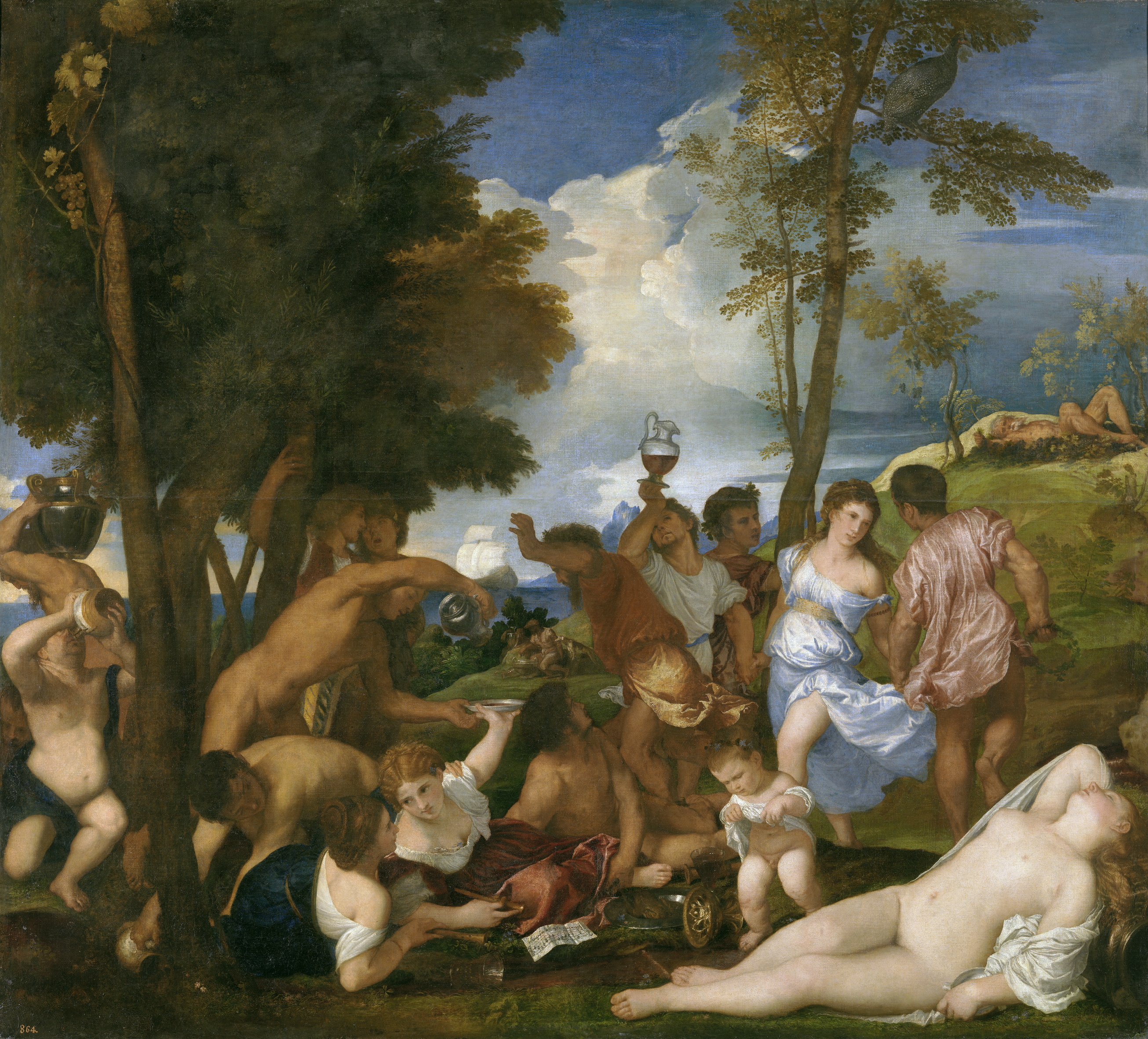
Un puer mingens pintado en La bacanal de los andrios de Tiziano, 1523-1526, Museo del Prado, Madrid
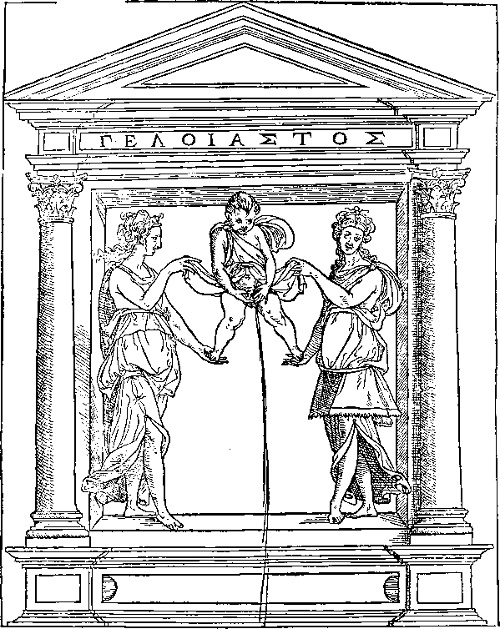
Xilografía de un puer mingens, del Sueño de Polífilo, 1499
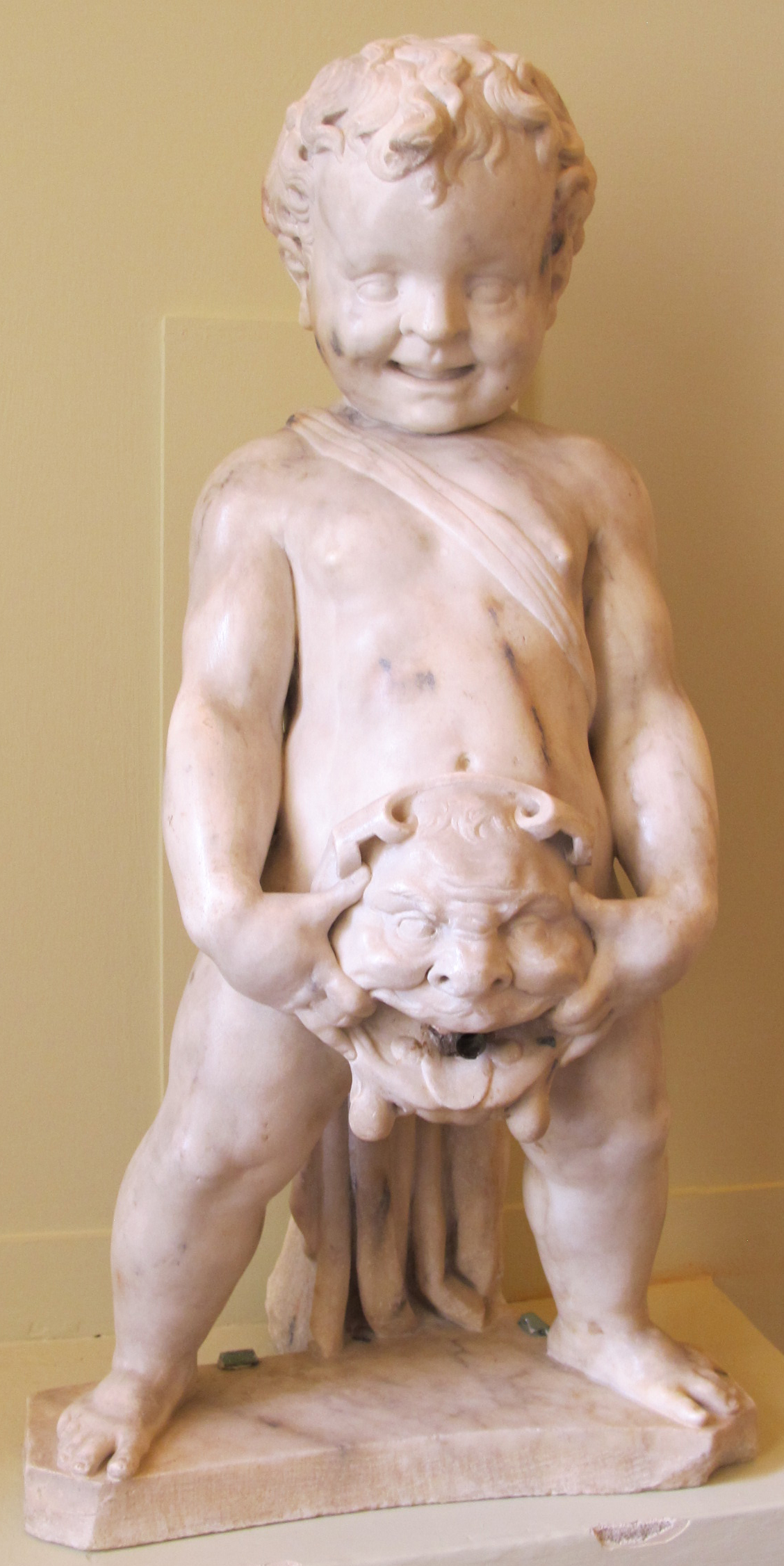
Estatua de un puer mingens con una máscara cubriendo los genitales, Pierino da Vinci, 1540, Museo nazionale d'arte medievale e moderna della Basilicata, Matera, Italia
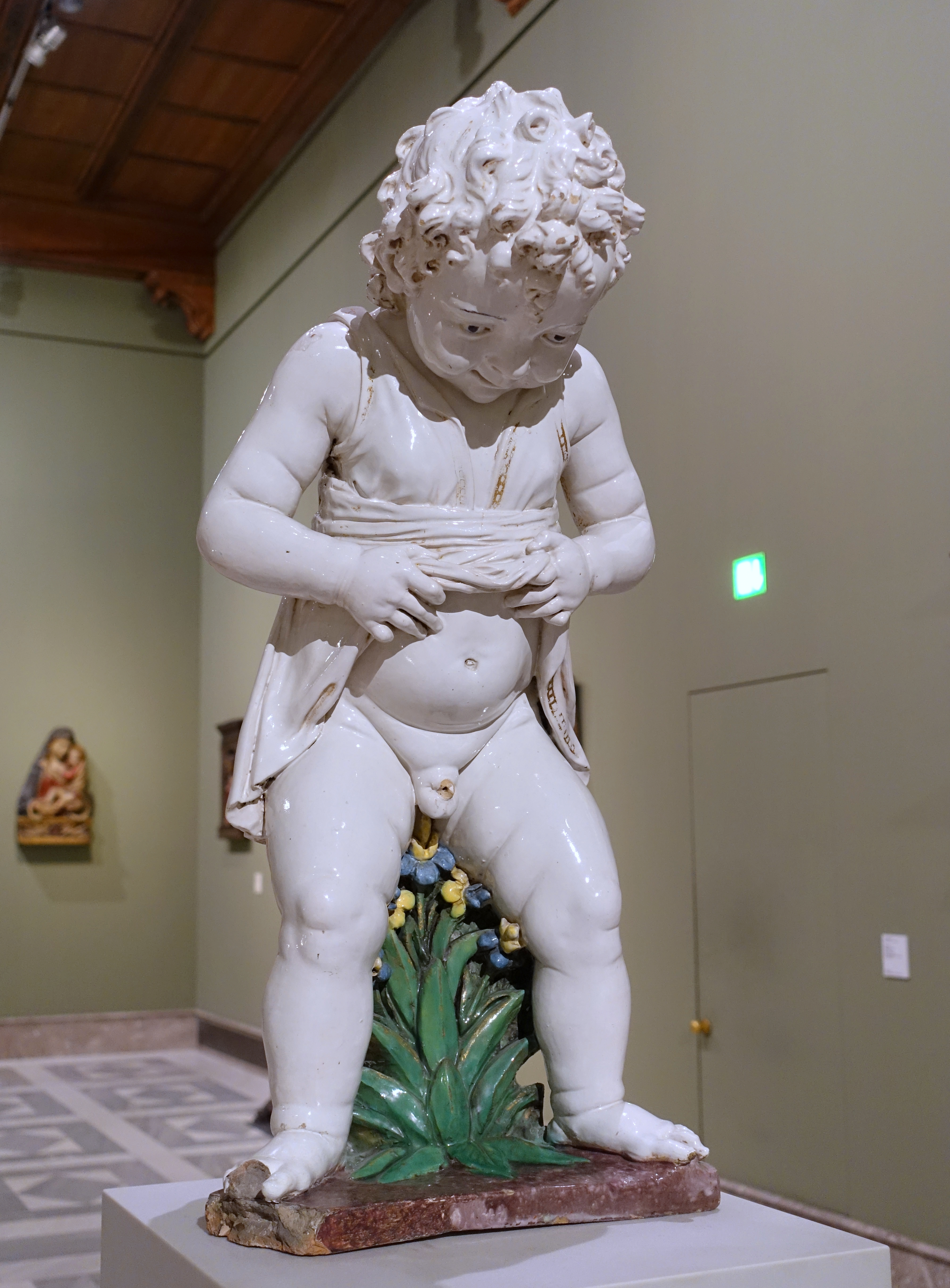
Estatua de terracota vidriada de un puer mingens, de Andrea della Robbia, c. 1490, Museo Bode, Berlín
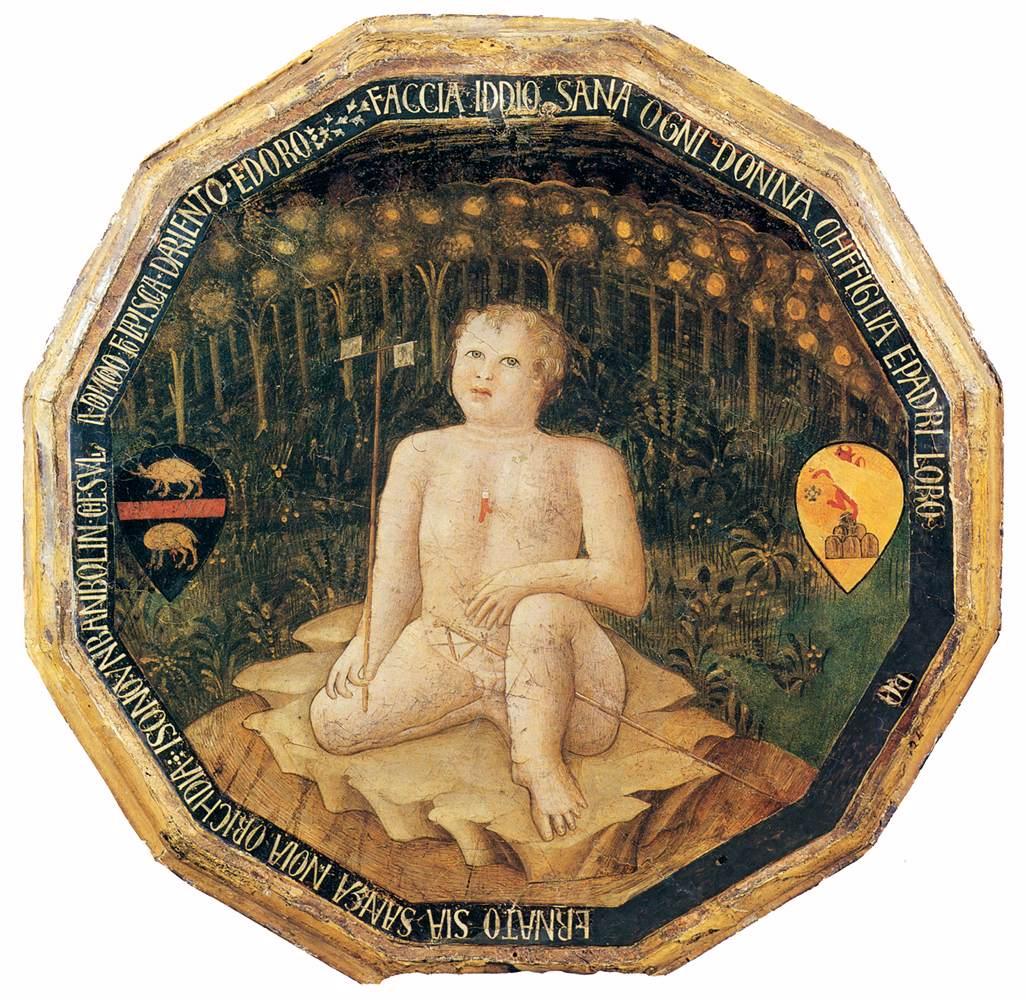
Un puer mingens en un desco da parto, de Bartolomeo di Fruosino, 1428, Sociedad Histórica de Nueva York
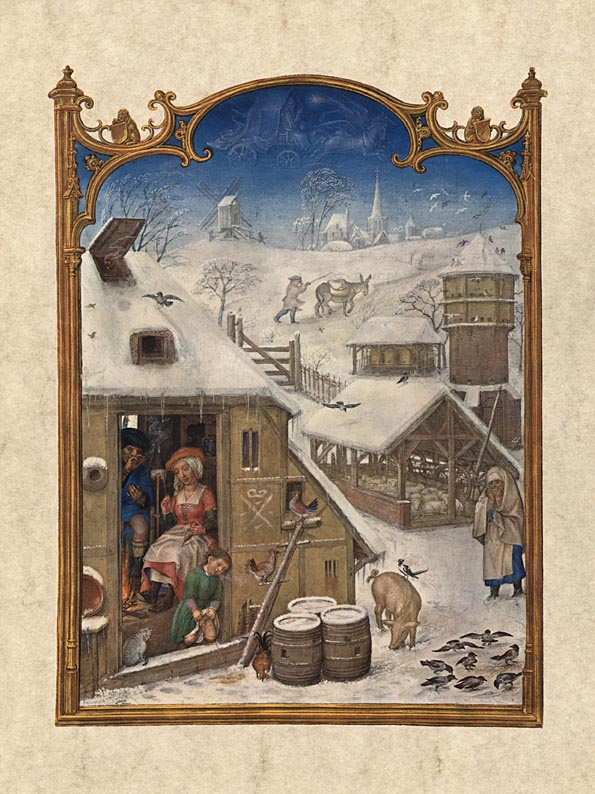
Un puer mingens en el Breviario Grimani, c. 1510, Biblioteca Marciana, Venecia